# Bytnica (plaats)
Bytnica is een dorp in het Poolse woiwodschap Lubusz, in het district Krośnieński. De plaats maakt deel uit van de gemeente Bytnica en telt 1200 inwoners.

## Verkeer en vervoer
- Station Bytnica